# Гросето
Гросето (на италиански: Grosseto) е град в средната част на Италия. Той е най-голямото по население селище и център на провинция Гросето в административен регион Тоскана.

## Географско положение
Гросето се намира в централната част на Италия, на 80 км южно от столицата на региона, Флоренция. Градът е едно от най-големите и важни селища в южната част на Тоскана, областта Марема. Гросето се намира в долината на река Омброне, която 14 км западно се влива в Тиренско море. Градът се намира в най-ниските части на равнината, а южно и северно от него има хълмове.

## Население
По последни данни Гросето има 81 308 жители, мнозинството от които италианци. В последните десетилетия той привлича много чуждестранни заселници.

## Галерия
- Пешеходната зона Кардуци
- Градската катедрала
- Палацо дел Монте
- Градската крепост

## Побратимени градове
- Биркиркара, Малта
- Котбус, Германия
- Димитровград, България
- Кашивара, Япония
- Монтрьой, Франция
- Нарбон, Франция
- Сенс Мари дьо ла Мер, Франция